# Tipula (Lunatipula) soosi izmirensis
Tipula (Lunatipula) soosi izmirensis is een ondersoort van de tweevleugelige Tipula (Lunatipula) soosi uit de familie langpootmuggen (Tipulidae). De ondersoort komt voor in het Palearctisch gebied.